# César Villanueva
César Villanueva Arévalo (ur. 5 sierpnia 1946 w Tarapoto) – peruwiański polityk, w latach 2007–2013 prezydent peruwiańskiego regionu San Martín, od 31 października 2013 do 24 lutego 2014 i ponownie od 2 kwietnia 2018 do 8 marca 2019 premier Peru.

## Życiorys
Villanueva urodził się 5 sierpnia 1946 roku w mieście Tarapoto. Studiował administrację na Uniwersytecie Narodowym Federico Villarreal. W styczniu 2007 roku został prezydentem regionu San Martín.
Po dymisji premiera Juana Jiméneza z 31 października 2013, Villanueva został szefem rządu z ramienia partii centrolewicowych. Prezydent Ollanta Humala mianował go na to stanowisko, gdyż zarządzany przez niego region San Martín odznaczał się stosunkowo małym wskaźnikiem ubóstwa i rozwijającym się górnictwem oraz energetyką. Ze stanowiska zrezygnował 24 lutego 2014. Jego następcą został René Cornejo.